# Garveia formosa
Garveia formosa är en nässeldjursart som först beskrevs av Fewkes 1898.  Garveia formosa ingår i släktet Garveia och familjen Bougainvilliidae. Inga underarter finns listade i Catalogue of Life.